# Адолф I Георг (Шаумбург-Липе)
Адолф I Георг фон Шаумбург-Липе (на немски: Adolf I Georg, Fürst zu Schaumburg-Lippe; * 1 август 1817, дворец Бюкебург; † 8 май 1893, дворец Бюкебург, Долна Саксония) е княз на Шаумбург-Липе (1817 – 1893) и шеф на фамилията Шаумбург-Липе.

## Биография
Той е най-големият син на 1. княз Георг Вилхелм фон Шаумбург-Липе (1784 – 1860) и принцеса Ида фон Валдек-Пирмонт (1796 – 1869), дъщеря на княз Георг фон Валдек-Пирмонт (1747 – 1813) и принцеса Августа фон Шварцбург-Зондерсхаузен (1768 – 1849). Внук е на граф Филип II Ернст фон Шаумбург-Липе и Юлиана фон Хесен-Филипстал.
Княз Адолф I Георг посещава гимназията в Бюкебург, следва в университетите в Женева, Лайпциг и Бон. След това пътува с полковник-лейтенант фон Щолценберг във Франция и Италия.
През 1835 г. става хауптман в княжеския контингент на Шаумбург и през 1842 г. влиза в армията на Прусия. Той става лейтенант на „вестфалския хузарски регимент „Николаус II от Русия““. От 1844 е майор. През 1848 г. има главното командване на княжеския шаумбургски контингент и през 1849 г. участва в похода против Дания. През 1855 г. той става полковник, а през 1858 г. генерал-майор.
След смъртта на баща му през 1860 г. Княз Адолф I Георг става управляващ княз на Шаумбург-Липе. Същата година е повишен на генерал-лейтенант, а от 1866 е генерал на кавалерията. През 1870/71 г. участва в похода срещу Франция. През 1872 г. той става рицар на Ордена на Черния орел. През 1892 г. той има своя 50-годишен юбилей в пруската войска.
Умира на 8 май 1893 г. на 75 г. в дворец Бюкебург. Внукът му княз Адолф II се отказва, като последен немски монарх, от трона си на 15 ноември 1918 г.

## Фамилия
Адолф I Георг фон Шаумбург-Липе се жени на 25 октомври 1844 г. в Аролзен за първата си братовчедка принцеса Хермина фон Валдек-Пирмонт (* 29 септември 1827; † 16 февруари 1910), дъщеря на княз Георг I фон Валдек-Пирмонт (1789 – 1845) и принцеса Ема фон Анхалт-Бернбург-Шаумбург-Хойм (1802 – 1858). Те имат осем деца:
- Хермина (* 5 октомври 1845, Бюкебург; † 23 декември 1930, Регенсбург), омъжена в Бюкебург на 16 февруари 1876 г. за херцог Максимилиан фон Вюртемберг (* 3 септември 1828; † 28 юли 1888), син на херцог Фридрих Паул Вилхелм (1797 – 1860) и принцеса Мария София Доротея фон Турн и Таксис (1800 – 1870)
- Стефан Албрехт Георг фон Шаумбург-Липе (* 10 октомври 1846, Бюкебург; † 29 април 1911, Бюкебург), княз на Шаумбург-Липе (1893 – 1911), женен на 16 април 1882 г. в Алтенбург за принцеса Мария Анна фон Саксония-Алтенбург (* 14 март 1864, Алтенбург; † 3 май 1918, Бюкебург)
- Петер Херман (* 19 май 1848, Бюкебург; † 29 декември 1918, Бюкебург), неженен
- Емма Фридерика Ида (* 16 декември 1850, Бюкебург; † 25 ноември 1855)
- Ида Матилда Аделхайд фон Шаумбург-Липе (* 28 юли 1852, Бюкебург; † 28 септември 1891, Грайц), омъжена на 8 октомври 1872 г. в Бюкебург за княз Хайнрих XXII от Ройс стара линия (* 28 март 1846, Грайц; † 19 април 1902, Грайц); родители на Хермина Ройс, втората съпруга на последния германски кайзер Вилхелм II
- Ото Хайнрих (* 23 септември 1854, Бюкебург; † 18 август 1935, Котбус), женен в Елзен на 28 ноември 1893 г. за Анна фон Копен, направена графиня фон Хагенбург на 20 ноември 1893 г. (* 3 февруари 1860; † 27 март 1932)
- Адолф Вилхелм Виктор (* 20 юли 1859, Бюкебург; † 9 юли 1917, Бон), женен в Берлин на 19 ноември 1890 г. за принцеса Виктория Пруска (* 12 април 1866; † 13 ноември 1929), дъщеря на германския кайзер Фридрих III
- Емма Елизабет Батилдис Августа Агнес, (* 13 юли 1865, Бюкебург; † 27 септември 1868, Вилдбад в Шварцвалд)